# 马修·科林斯
马修·科林斯（英語：Matthew Collins，1967年5月22日—），美国男子赛艇运动员。他曾代表美国参加1993年世界赛艇锦标赛，获得男子轻量级四人单桨无舵手金牌。